# Aleksandr Shapiro
Aleksandr Moiséievich Shapiro, también escrito Alexander Schapiro (Rostov del Don, Rusia; 1882 - Nueva York, Estados Unidos; 5 de diciembre de 1946) fue un anarcosindicalista ruso.

## Biografía
Nacido en Rostov del Don, Rusia en 1882, su familia emigró rápidamente a Turquía. Fue hijo de un revolucionario judío. Aleksandr realizó sus estudios en el colegio francés de Constantinopla, y aprendió también griego clásico y moderno, turco y ruso.
En 1898, en París, se inscribió en la Sorbona, pero no pudo continuar sus estudios por falta de dinero. En 1900, se trasladó con su padre a Londres, donde entró en contacto con Kropotkin (quien lo tomó como secretario dado sus conocimientos culturales y lingüísticos), Cherkésov y Rocker, y empezó a militar con obreros anarquistas judíos, con los que creó en diciembre de 1902 “La Federación anarquista de lengua yiddish”.
Fue delegado en el Congreso de la Internacional de Ámsterdam en 1907. En 1915, fiel a sus ideas, se opuso a la guerra y al Manifiesto de los Dieciséis. Fue también secretario de la Cruz Negra Anarquista, organización de ayuda a los presos anarquistas, especialmente en Rusia. Ya en Rusia, durante el verano 1917, participó con Volin en el periódico anarcosindicalista Golos Trudá (La voz del trabajo).
Trabajó un tiempo con los bolcheviques en la organización de la red ferroviaria y más tarde en la Comisaría de Asuntos Exteriores. Tras el aniquilamiento del ejército majnovista y en la represión de la insurrección de Kronstadt, se unió a Emma Goldman y Berkman para presionar a Lenin con el fin de obtener la liberación de los anarquistas encarcelados (entonces en huelga de hambre).
Encarcelado a su vez, fue expulsado finalmente de Rusia. Marchó entonces Berlín donde organizó a un Comité de apoyo a los militantes encarcelados en Rusia y publicó el periódico Rabochi Put (Camino Obrero), junto al también anarcosindicalista ruso Gregori Maksímov. En diciembre de 1922, en Berlín, tomó parte activa en el Congreso constitutivo del AIT (antiautoritaria) donde escribe un primer esbozo de los estatutos y, junto a Rocker y Souchy, fue uno de los miembros del Secretariado internacional. Residió en España de 1932-1933 donde analizó la situación en este país ante el traslado de la sede de AIT a Madrid. Fue crítico con el plataformismo anarquista de Majnó y Arshínov, que consideraba que había adoptado las tácticas, métodos de lucha y formas de organización del bolchevismo. Igualmente, fue crítico con la colaboración gubernamental de la CNT durante la guerra civil española.
En 1933, huyendo del nazismo, se refugió en París donde publicó "La Voix du travail" y colaboró en “Der Syndikalist” de Berlín y en "Combat Syndicaliste" de Pierre Besnard. Dejó Francia en y se trasladó a Suecia y luego a Nueva York donde publicó el mensual "New Trends". Falleció el 5 de diciembre de 1946 de una crisis cardíaca.

## Obras
- Con Vera Fígner y Pierre Siergueiev, Le martyre des détenus politiques aux bagnes russes: recueil de documents authentiques récents (en francés), Gand, Volksdrukkerij, 1913.
- Con Albert de Jong, Waarom verloren wij de revolutie?: De nederlaag van het Spaanse anarchosyndicalisme in 1936-1937 (en neerlandés), Baarn, 1979, OCLC 6358178.

### Prólogos
- Pierre Besnard, Anarcho-syndicalisme et anarchisme: rapport de Pierre Besnard, secrétaire de l’AIT au congrès anarchiste international de 1937 (en francés), Paris, Amis du monde nouveau, 1952.